# Georges Lecomte
Georges Lecomte, född 9 juli 1867, död 27 augusti 1958, var en fransk författare.
Lecomte framträdde först med ett par teaterstycken men övergick snart till konstkritik och från 1897 till ett romanförfattarskap, i vilket han, obunden av alla skolriktningar och i uttrycklig motsats till intuitivismens och dekadensens ensidiga individualanalys, framför allt tog sikte på de allmänmänskiliga och sociala problemen. Lecomtes romaner, som genomgående hade en satirisk underton, hade sin styra i den lysande skildringen av samhälls- och landskapsmiljöerna.